# 島唄 Shima Uta
「島唄 Shima Uta」（しまうた）は、日本の音楽グループであるTHE BOOMが2002年5月22日に発表した26枚目のシングル。

## 制作背景
2001年、アルゼンチンのマルチタレント、アルフレッド・カセーロ （Alfredo Casero）は現地の寿司バーで偶然耳にしたTHE BOOMの「島唄」に感動し、この曲を日本語でカヴァーしてCDをリリースした。
これが2002年4月、アルゼンチンのラジオチャートで異例の1位を獲得し、同国の音楽賞「ガルデル大賞」で3部門を受賞したことで日本でもニュースとなり、話題になった。
それを知った作詞・作曲の宮沢和史が2002年春、急遽アルゼンチンに向かい、カセーロと初対面。折りしも日韓ワールドカップが開催、カセーロの歌う「SHIMAUTA」がアルゼンチン代表チームの応援歌となったことから「島唄」が再び脚光を浴びることとなる。
このことから、今回のカセーロのヴァージョンや、THE BOOMによる新ヴァージョンも加えたこのシングルが発売されることにとなった。
同年6月14日、宮沢は来日中のカセーロとともに国立代々木競技場で行われた日本対チュニジア戦開始前のパブリックビューイングに登場、「島唄」を日本チームの応援歌としてサポーター5万人と合唱する。
アルゼンチンから端を発したこの一件により、当シングルもオリコンチャートで10位まで上昇、10万枚を越えるリバイバル・ヒットとなった（THE BOOMのシングルがオリコン15位圏内にランクインするのは 1995年の「手紙」以来、7年ぶり）。その年の紅白歌合戦に「アルフレド・カセーロ＆THE BOOM」のユニットとして1993年以来の出場を果たす。1993年に出場した際は「ウチナーグチ」（沖縄方言）の「島唄」だったが、2002年は標準語（オリジナル・ヴァージョン）で歌唱。
1997年からTHE BOOMは東芝EMI（現EMIミュージック・ジャパン）に所属しているが、このシングルの発売元はその前に所属していたソニー・ミュージックレコーズである。

## 逸話
アルゼンチンで「島唄」をカヴァーしたカセーロは、初めてアルゼンチンの寿司バーで「島唄」を耳にしたとき、魂を揺さぶられるような強い衝撃を受け、「自分が歌わなければいけない」という使命のようなものを感じたという。
作者である宮沢はアルゼンチンでのシングルリリースのことを全く知らず、日本のニュース番組で取り上げられ、取材インタビューの際に初めて聞かされたという。
カセーロの「Shima Uta」曲中の特に後半、「海よ 宇宙よ―」の歌詞付近に前面に出る女性ヴォーカルのパートは、コーラスとして参加したアルゼンチン生まれの日系（沖縄県系3世）の大城クラウディア（Claudia Oshiro）が担当。
前述のカセーロによるレコーディングに際し、現地アルゼンチンの日本人会を通じて「日本語が歌える女性コーラスが欲しい」と突然の連絡が来たという。 
この参加がきっかけとなり大城は後に宮沢のツアーやバンドGANGA ZUMBAなどに参加している。

## 収録曲
1. 島唄 (オリジナル・ヴァージョン)
2. 島唄 (ウチナーグチ・ヴァージョン)
3. 島唄 2001
4. SHIMAUTA (CANCIÓN DE ISLA) ALBUM VERSION
5. SHIMAUTA (CANCIÓN DE ISLA) TRANCE MIX